# 書道研究書芸会
書道研究書芸会（しょどうけんきゅうしょげいかい）は、岐阜県土岐市に本部を置く書道教育団体。

## 団体概要
創設者：新井清泉

1961年に、岐青会として創設。

現在、師範15名、生徒約80名。

2010年現在、岐阜県土岐市を拠点に書道教室や各種展覧会などの催し物を行っている。

## 教室
- 土岐津教室
- 泉教室
- セラトピア土岐教室
- 名古屋教室
- 関教室（休止中）

## 講師
- 新井清泉（故人）
- 新井龍峰（あらい りゅうほう）
- 西脇聖園（にしわき せいえん）

## 所在地
- 〒509-5122 岐阜県土岐市土岐津町土岐口2254番地52